# Труха Україна
«Труха-Україна» (також «Труха», до 2020 року — «True.ХА») — найпопулярніший український Telegram-канал та назва холдингу телеграм-каналів.
У 2023 та 2024 рр. канал посідав перше місце у рейтингу найпопулярніших Telegram-каналів України за версією опитувань у дослідження медіаспоживання українців за 2024 рік від USAID.
До весни 2022 року канал спеціалізувався на кримінальних новинах Харкова, зрідка висвітлюючи події області та країни. Після 24 лютого 2022 року канал різко набув популярності завдяки оперативному висвітленню ситуації в Харкові. Згодом він змістив фокус із локальних подій на національні та міжнародні новини. Станом на травень 2025 року канал мав 2.7 млн підписників.
Холдинг критикують за поширення недостовірної інформації та російської пропаганди.

## Загальна інформація

### Історія
Канал було створено в листопаді 2019 року під назвою «Тру Харків». Видання висвітлювало події Харкова, не мав цензури чутливих матеріалів і платив читачам за отримані фото чи відео.
З повномасштабного вторгнення РФ до України канал почав публікувати міжнародні та загальноукраїнські новини. Згодом канал був перейменований на «Труха Україна». На початку повномасштабного вторгнення канал публікував до 750 публікацій щодня, у травні 2022 року — 200, згодом — 100 постів. У листопаді 2023 «Труха» був найпопулярнішим телеграм-каналом в Україні, з якого споживають новини 15 % опитаних.

### Засновники та власники
Відповідно до офіційної позиції телеграм-каналу, його засновник та власник — харків'янин Максим Лавриненко. У блозі на Medium він заявляв, що окрім нього було ще два засновники: «друг-айтівець» та «гуру маркетингу» Сергій. Права на торгові марки «Труха» та «Truha» належать матері Володимира Литвина Вікторії Володимирівні Манжос. NGL.media заявляє, що з високою ймовірністю Литвин є власником каналу. Лавриненко заявив, що марку було зареєстровано без його відома та згоди.
Лавриненко заявляв, що канал пов'язували із головою Харківської ОДА Кучером, який був адвокатом Володимира Литвина у справі «рюкзаків Авакова». Після цього, за його словами, «запустилися кампанія, що „Труха“ – канал Добкіна, канал Кернеса тощо. Таким чином, ніхто вже не знав, як реагувати, чий це канал».
5 вересня 2023 року Максим Лавриненко відповів на запит NGL.media, що є єдиним засновником і власником каналу, і що ніхто інший не впливає на канал.
Холдинг включає новинні телеграм-канали, зокрема у Дніпрі, Запоріжжі, Одесі, Херсоні та Львові, а також «Труха Georgia», «Тру Ха-Ха», «Труха Жесть 18+», «Труха Спорт», «Труха Crypto». За даними журналістів, існує 63 телеграм-канали, пов'язані з «Трухою», з загальною аудиторією 12 млн підписників.

### Соціальні ініціативи
У 2024 році у Львівському будинку дитини № 1 відкрили спортивний майданчик, збудований за підтримки меценатів, серед яких була й мережа «Труха». Окрім фінансової допомоги, канал сприяв поширенню інформації про ініціативу та збору коштів.
У липні канал запустив проєкт «Разом сильні», присвячений історіям взаємодопомоги під час війни. У межах ініціативи розповідали про волонтерів, благодійників та взаємопідтримку.
У серпні 2024 року «Труха» зі співачкою Клавдією Петрівною розпочала збір коштів на зимову форму для жінок-військовослужбовиць бригад Національної гвардії України.
У жовтні 2024 року команда проєкту за власні кошти придбала квартиру для харківської родини, яка залишилася без житла через бойові дії.

### Інформаційна політика
Видання висвітлювало події міста без цензури чутливих матеріалів. Після 24 лютого 2022 року канал швидко зріс завдяки оперативному висвітленню ситуації в Харкові. Згодом його тематика розширилася, і все більше уваги почали приділяти загальноукраїнським та міжнародним подіям. Канал публікує новини якомога швидше, що інколи призводить до поширення неперевіреної інформації, публікації фото та відео з місць вибухів або посилань на ненадійні джерела. Якщо в матеріалах виявляються неточності, канал оновлює інформацію, але не видаляє її.

## Критика та розслідування

### Поширення російської пропаганди
У травні 2025 року стало відомо що холдинг поширював публікацію із сайту Інституту Рона Пола — організації, яка також послідовно займає проросійську позицію і в поясненнях причин російсько-української війни, і в пошуку її винуватців. Також «Труха» помічена у підтримці американських політиків та олігархів, таких як Ілон Маск і Джей Ді Венс, які багато разів публічно вкрай маніпулятивно та негативно висловлювалися проти України.

### Поширення недостовірної інформації
У жовтні 2023 року «Труха» у поширила рекламу фейкової сторінки із назвою і логотипом українського медіа «Українська правда».
У листопаді 2023 року видання поширило непідтверджену інформацію в анонімному новоствореному сайті, який мімікрував під відомі американські ЗМІ про корупцію в українській владі.
У квітні 2024 року «Труха» поширила непідтверджену інформацію про російські БпЛА від імені проєкту ІнформНапалм, використавши їх заголовок і посилання та опублікувавши нижче невідомий матеріал. Того ж місяця мережа телеграм-каналів поширювала фейкову інформацію про можливість отримання грошової виплати від ООН у розмірі 10 800 гривень для різних вікових категорій.

### Нелегальна реклама казино
У липні 2025 року державне агентство PlayCity оштрафувало канал «Труха Україна» на 4,8 млн грн за нелегальну рекламу казино. За даними агентства, канал систематично поширює незаконну рекламу азартних ігор, при цьому, не зареєстрований у реєстрі суб'єктів у сфері медіа.

### Критика

#### 2022
У грудні 2022 року урядовий проєкт «Фільтр» від МКІП назвав «Труху» інформаційним смітником через рекламу видань із неправдивою інформацією, редагування фейкових постів після публікації замість вибачень, платну публікації маніпулятивної інформації за оплату.
Видання texty.org.ua критикує «Труху» за відсутність редакційної політики, маніпулятивний стиль публікацій, образи та редагування постів із фейками заднім числом (замість публікації про помилку канал редагує старий пост із позначкою «UPD»). Також критиці піддалися публікації, взяті з російських державних джерел без будь-якого редагування.

#### 2023
NGL.media та «ҐРУНТ» зазначають, що у каналі окрім маркованих рекламних публікацій зустрічаються немарковані. Видання неодноразово критикували за допомогу в коригуванні російських ракетних ударів по Україні, за те, що воно публікувало оперативно наслідки влучань російських ракет. Видання «Кременчук Today» критикувало «Труху», маючи на увазі, що таким чином вона працювала коригувальником російських ракет.
Zaxid.net критикував «Труху» за замовлення джинси про свою благодійність в ЗМІ. Також вони зазначають, що після виходу розслідування NGL.media та «ҐРУНТ», «Труха» без доказів звинуватила їх у підконтрольності Андрію Садовому.
У листопаді 2023 року «Труха» була серед телеграм-каналів які «Детектор медіа» та Інститут масової інформації звинуватили у тиску і перешкоджанні журналістській діяльності організацією кампанії фейків і «чорнухи».
У матеріалі виданому «Громадським радіо» опублікованому наприкінці грудня 2023 року «Труха» звинувачувалася у поширенні недостовірних новин стосовно мобілізації в Україні.

#### 2025
У травні 2025 року був опублікований матеріал про те як «Труха» спекулює на темі повітряних тривог для саморозкрутки, поширюючи рекламу каналів із мережі «Трухи» під виглядом пропозиції стежити за ракетною небезпекою.

### Відповідь на критику
У серпні 2023 року Лавриненко заявив, для команди було організовано професійні курси у школі журналістики з метою підвищення кваліфікації.

## Нагороди
- 2023 — Почесна грамота за боротьбу з російською пропагандою від Харківської обласної адміністрації[42]